# Къща на улица „Мегалос Александрос“ № 107
Къщата на улица „Мегалос Александрос“ № 107 (на гръцки: Οικία επί της οδού Mεγάλου Aλεξάνδρου 107) е къща в град Лерин, Гърция.

## Местоположение
Къщата е разположена на улица „Мегалос Александрос“ № 107. Съседна е на Бейковата къща.

## История
Построена е в междувоенния период и е собственост на дем Лерин.
В 1995 година къщата е обявена за паметник на културата.

## Архитектура
Сградата е на два етажа с неокласическа архитектура.